# Spoletium (rivista)
Spoletium è una rivista di arte storia cultura fondata da Giovanni Antonelli a Spoleto nel 1954; edita dall'Accademia spoletina, ha periodicità annuale e comprende articoli e saggi culturali, divulgativi, riguardanti la città di Spoleto e i territori storicamente ad essa collegati.

## Storia
L'idea di fondare una rivista per la città di Spoleto viene al giornalista, pubblicista Giovanni Antonelli spoletino, quando nel 1950, lavorando all'Archivio di Stato di Firenze, casualmente legge un periodico d'arte senese.
Il momento decisivo per la realizzazione di questo progetto editoriale è il primo Congresso di studi longobardi, organizzato nel 1951 dall' Accademia spoletina, e la conseguente nascita del Centro italiano di studi sull'alto medioevo (CISAM) nel 1952.
Nei primi anni la rivista viene pubblicata dall'Azienda autonoma di soggiorno e turismo, retta da Gaetano Petrelli. Di natura multitematica, esce in formato 226 x 313, a cadenza trimestrale e ottiene una notevole fama sia in Italia sia all'estero. Diretta dallo stesso Antonelli, ospita contribuiti di illustri professori, studiosi italiani e stranieri di fama internazionale come Adriano Peroni, Michelangelo Cagiano de Azevedo, Mario Salmi, Jürgen Sydow, Adriano Belli, Giacomo Devoto, Percy Ernst Schramm, Bernhard Bischoff, Claudio Sánchez-Albornoz, Pedro de Palol, Álvaro d'Ors, Loren C. MacKinney, Edmond Faral, André Loyen, Giuseppe Sordini, Bruno Toscano, Alberto Moravia, Giovanni Carandente e molti altri.
Dopo il 1956 l'Azienda autonoma non è più in condizione di provvedere all'edizione, suggerisce quindi che sia l'Accademia spoletina a farlo. Dopo lunghe riflessioni e timori per l'onere finanziario che ne sarebbe scaturito, l'Accademia ne assume la pubblicazione e la cura esclusiva, attività che proseguono con continuità ancora oggi.
L'Accademia ne modifica la copertina e la diffusione, da trimestrale diventa annuale; le sue pagine continuano ad ospitare saggi, note, contributi, schede, documenti, recensioni e segnalazioni di noti studiosi italiani e stranieri, nonché locali.
L'Azienda autonoma di soggiorno continua a curarne la diffusione in tutto il mondo.
Per cura di Alceo Rambaldi, segretario dell'Accademia spoletina dal 1956, ai primi fascicoli della rivista viene aggiunto un Notiziario contenente informazioni sull'attività dell'Accademia e su vari ritrovamenti, restauri e manifestazioni culturali del territorio.
Dal 2003 la rivista registra una battuta d'arresto: con l'uscita del numero 44, si conclude dopo 50 anni la direzione da parte del suo fondatore Giovanni Antonelli. Per motivi gestionali la pubblicazione viene interrotta, riprenderà soltanto 5 anni più tardi, nel 2008; Letizia Ermini Pani viene nominata direttrice.

## Scheda tecnica
I primi 11 numeri, dal 1954 al 1962, hanno la stessa copertina, varia la tonalità del colore di fondo, ma l'immagine riporta sempre lo stesso particolare della facciata della chiesa di San Pietro di Spoleto (Immagine della copertina); la quarta di copertina riporta lo stemma della città.
In questi primi numeri compare solo il nome del direttore, Giovanni Antonelli, non viene mai indicato il comitato di redazione.
Dal numero 13 al numero 44 (fra il 1968 e il 2003) la copertina cambia, trionfa il colore nelle due fasce in alto e in basso, nel mezzo trova posto una foto di volta in volta diversa, raffigurante monumenti o affreschi trattati e descritti in uno degli articoli interni. Compare per la prima volta il comitato di redazione che risulta così composto: Lionello Leonardi, Silvestro Nessi, Carlo Pietrangeli, Luigi Pompilj, Alceo Rambaldi, Bruno Toscano. Tali caratteristiche restano pressoché invariate fino al 2003.
Dopo l'interruzione durata cinque anni e la nomina del nuovo direttore, nel 2008 riprende la pubblicazione con un diverso formato (221 x 280) e una veste grafica del tutto nuova: l'immagine centrale più grande, le due fasce in alto e in basso ridotte al minimo e di colore grigio.